# Абд аль-Азиз ибн Митаб
Абд аль-Азиз ибн Митаб Ааль Рашид, известный также как Ибн Митаб (араб. عبد العزيز بن متعب آل رشيد‎; 1870 — 12 апреля 1906) — шестой эмир Джебель-Шаммара (1897—1906), старший сын третьего эмира Митаба I ибн Абдаллаха (1867—1869).

## Биография
Абд аль-Азиз ибн Митаб унаследовал эмирский престол Джебель-Шаммара в тридцатилетнем возрасте после смерти своего бездетного дяди, эмира Мухаммада ибн Абдаллаха в 1897 году. По мнению современников, новый эмир был «мужественным воином и авантюристом», «который легко поддавался гневу и был поспешным в решениях», он «лучше справлялся с саблей, чем с политикой, сначала действовал, потом думал». Итогом его десятилетнего правления стала утрата большей части наследства, полученного им от Мухаммада ибн Абдаллаха.

Эмир сначала оставил у наших чиновников впечатление грубости и импульсивности; казалось, что он лишён благоразумия или рассудительности, а его администрация, особенно в отдалённых областях, была слишком сурова и подталкивала жителей против него, — писал Дж. Лоример. — Однако результаты последующего изучения изменили это мнение и показали, что он был в конце концов, скорее, жертвой неудачной судьбы, а не своего собственного безрассудства. Его мужество и искусство военного руководителя… никогда не ставились под вопрос.

Осенью 1898 года эмир Абд аль-Азиз Аль Рашид посетил Неджд. Местная знать и улемы выразили знаки преданности новому суверену, хотя недовольство властью шаммаров росло. После этого он совершил рейд против племени давасир и вернулся с добычей. В следующем году эмир Джебель-Шаммара совершил поход на Кувейт, где разгромил местные силы и их союзников мунтафиков и преследовал их вплоть до самого Евфрата.
В конце 1900 — начале 1901 годов в Джебель-Шаммар в районе Касима вторгся шейх Кувейта Мубарак Аль Сабах в союзе с бывшим эмиром Неджда Абдуррахманом Аль Саудом и при незримой поддержке Великобритании. Кувейтские войска захватили Эр-Рияд и двинулись на Хаиль — столицу Джебель-Шаммара. Абд аль-Азиз Аль Рашид, получивший от турок помощь оружием, смог мобилизовать свои войска и в феврале-марте 1901 года разгромил кувейтско-саудовскую армию у оазиса Эс-Сариф. В это время молодой саудовский принц Абд аль-Азиз, сын Абдуррахмана Аль Сауда, безуспешно пытался захватить касбу Эр-Рияда, обороняемую шаммарским губернатором Аджляном ибн Мухаммедом. Узнав о поражении при Эс-Сарифе, Абд аль-Азиз ибн Абдуррахман поспешно снял осаду и отступил в Кувейт. Эмир Джебель-Шаммара Абд аль-Азиз, изгнав захватчиков, учинил расправу над жителями Бурайды и других городов Касима за их поддержку кувейтско-саудовским войскам, а в Эр-Рияд направил славившегося своей жестокостью военачальника Салима ибн Субхана, чтобы наказать горожан за их симпатии к Саудидам.
Заручившись поддержкой турок, Абд аль-Азиз ибн Митаб решил нанести ответный удар по Кувейту и осадил Эль-Джахру, кувейтское селение на берегу Персидского залива, однако подошедший к Эль-Джахре британский военный корабль обстрелял шаммарский военный лагерь, а в Кувейт стали поступать большие партии английского оружия. Британский поверенный в делах при стамбульском дворе заявил османскому султану протест по поводу действий Ибн Митаба и после двух-трёх недель безуспешной осады Абд аль-Азиз по приказу султана отступил в Хаиль.
В январе 1902 года молодой саудовский принц Абд аль-Азиз Аль Сауд овладел Эр-Риядом и восстановил независимое ваххабитское государство. Абд аль-Азиз ибн Митаб, занятый войной с Кувейтом, не сразу оценил серьёзность этого поражения. Саудиды быстро усилились и распространили свою власть на районы южнее Касима, а в 1904 году совершили поход в глубь этой области, овладели Анайзой и Бурайдой. Между Саудидами и Рашидидами началась длительная борьба за господство в Аравии. Османские власти прислали на помощь Абд аль-Азизу восемь батальонов регулярных войск. Несмотря на это, он потерпел поражение от Саудидов в битве под Эль-Букайрией, а затем был вновь разбит под Шунаной.
В апреле 1906 года Абд аль-Азиз Аль Рашид потерпел полное поражение в Касиме и пал в битве. Новым эмиром Джебель-Шаммара стал его старший сын Митаб II, который заключил мирный договор с Саудидами, признав все их завоевания южнее Касима.